# Fara San Martino
Fara San Martino – miejscowość i gmina we Włoszech, w regionie Abruzja, w prowincji Chieti.
Według danych na rok 2004 gminę zamieszkiwały 1623 osoby, 37,7 os./km².